# Liechtenstein en los Juegos Olímpicos de Montreal 1976
Liechtenstein estuvo representado en los Juegos Olímpicos de Montreal 1976 por seis deportistas, cuatro hombres y dos mujeres, que compitieron en dos deportes.
El equipo olímpico liechtensteiniano no obtuvo ninguna medalla en estos Juegos.